# Walter Bolden
Walter Lee Bolden (* 17. Dezember 1925 in Hartford (Connecticut); † 7. Februar 2002 in Manhattan, New York City) war ein US-amerikanischer Jazz-Schlagzeuger, Arrangeur und Komponist.

## Leben und Wirken
Walter Bolden studierte 1945–47 an der Julius Hartt School of Music in Hartford; arbeitete von 1945 bis 1948 bei Gigi Gryce und von 1948 bis 1950 u. a. bei Horace Silver. Anfang der 1950er Jahre gehörte er den Bands von Stan Getz, Gerry Mulligan, Howard McGhee, George Wallington, Teddy Charles und Mat Mathews an; in der zweiten Hälfte der 1950er Jahre arbeitete er u. a. mit Sonny Rollins, Carmen McRae, Tony Scott, Miriam Makeba/Ray Bryant, Al Cohn/Zoot Sims, Abbey Lincoln und George Shearing. In den 1960er Jahren war er häufig außerhalb des Jazz tätig, begleitete u. a. den Sänger Bobby Short. In den 1970er Jahren arbeitete er mit eigenen Formationen; von 1974 bis 1976 war er als Koordinator des Arts for New York Project Create verantwortlich. In den 1980er Jahren spielte er mit Ray Bryant, Johnny Hartman, Junior Mance, Art Farmer und den Heath Brothers; in den 1980er Jahren mit Walter Bishop, Jr. und Annie Ross. Bolden trug auch zu dem Buch Wailers von A. Taylor einige Kompositionen bei, wie „Mr. A.T.“, „Stressed Out“ und „Harlem Mardi Gras“. Bolden, der von Max Roach und Kenny Clarke beeinflusst ist, arrangierte u. a. für Gigi Gryce, Horace Silver, Tadd Dameron und wirkte an Schallplatten-Einspielungen von J. J. Johnson, Henri Renaud und Coleman Hawkins mit.